# Panna Maria ve Skále

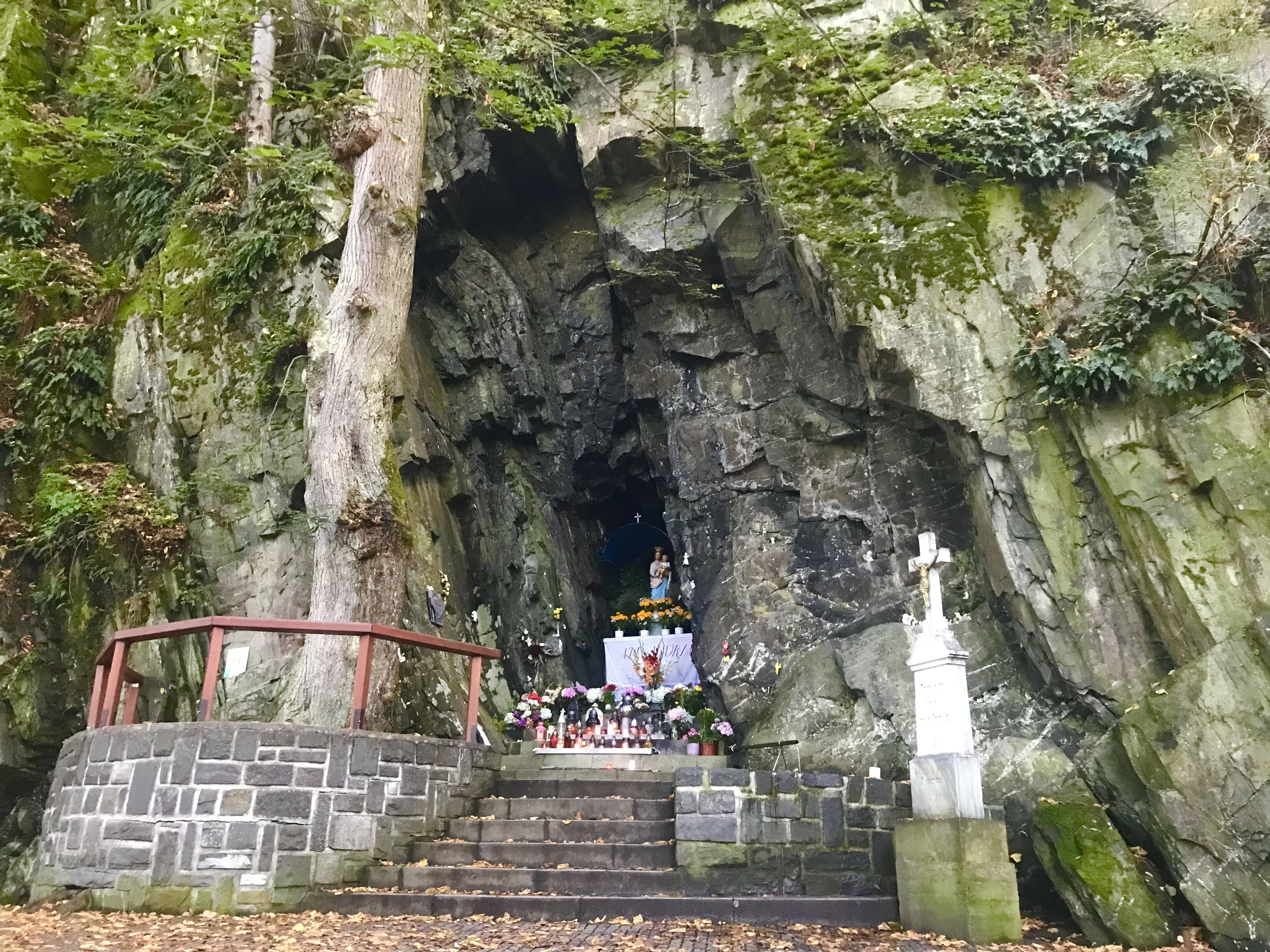
Pohled na poutní místo se zázračným pramenem.

Panna Maria ve Skále, též Mariastein, je poutní místo v Moravskoslezském kraji v okrese Nový Jičín, v těsné blízkosti obce Klokočůvek. Středobodem poutního místa je socha Panny Marie umístěná ve skalní jeskyni. V těsné blízkosti jeskyně vytéká pramen s pitnou vodou. Vzhledem ke svému skalnímu charakteru a přítomnosti pramene s údajně léčivými účinky bývá poutní místo nazýváno též Moravské Lurdy.

## Historie
Historie poutního místa údajně sahá až do období třicetileté války, kdy se zde podle legendy zjevila Panna Marie zraněnému vojákovi, kterého vyléčila voda ze zdejší jeskyně. Zvěsti o zázraku se rozšířily po okolí a spálovský mlynář zde následně zavěsil mariánský obraz. Kolem roku 1891 byl původní obraz nahrazen kamennou sochou, která na místě stojí až dodnes.

## Pramen
Přesvědčení o blahodárných účincích pramene je propojené s mariánskou legendou. V průběhu 19. století zde spálovská vrchnost nechala zbudovat vodoléčebné vanové lázně. Následný požár nicméně tyto lázně zničil a již nedošlo k jejich obnovení.

## Současnost
I v dnešní době je poutní místo vyhledávaným cílem turistů i věřících poutníků. Po sametové revoluci byla obnovena tradice pravidelných poutních bohoslužeb. Poutní místo spadá pod římskokatolickou farnost Spálov, každé září je zde konána pouť.